# Diego Semprun
Pour les articles homonymes, voir Semprun.
 (mars 2010).
Améliorez-le ou discutez des points à vérifier. 
Diego Semprun Nicolas est un verrier d'art, né à Paris et naturalisé américain, qui représente la 5e génération de la famille Nicolas, maîtres verriers renommés en Europe et aux États-Unis.

## Biographie
Fils de Carlos Semprún Maura et de Sylvia Nicolas, Diego Semprun est le neveu de Jorge Semprún et le cousin de Jaime Semprun.
Diego étudie à l'École des Beaux-Arts de Paris avant de partir s’installer à New York. En 1990, il commence à peindre des vitraux avec sa mère (dans le New Hampshire).
En 1995, ils sont chargés par l’Épiscopat néerlandais d'exécuter un vitrail dans l’Église Saint-Pancrace de Tubbergen (province d'Overijssel) dont certains vitraux avaient été réalisés par des ancêtres de Diego.
On peut alors parler de la « conjuration de Tubbergen », une réunion d’amateurs-collectionneurs de vitraux d’art qui lui proposent de créer un atelier ainsi qu'une grande foire-exposition annuelle, « Glasrijk Tubbergen » qui attire désormais, au début du mois d’Octobre, des dizaines de milliers d’amateurs. 

## Citation
- « Par mon travail, je tente de donner un nouvel éclairage à la tradition de la peinture sur verre et à l’art du vitrail. L’équilibre chaotique que j’exprime au moyen de l’abstraction est le résultat de l’influence de tous les peintres et artistes que j’ai admirés, absorbés et ressortis de mon mixer mental. La couleur et la composition d’une œuvre sont très importantes, de même que le travail du plomb que, suivant l’héritage familial, nous utilisons comme les contrepoints en musique. » (Diego Semprun)